# Manhattan (Montana)
Manhattan és una població dels Estats Units a l'estat de Montana. Segons el cens del 2000 tenia 1.396 habitants.

## Demografia
Segons el cens del 2000, Manhattan tenia 1.396 habitants, 553 habitatges, i 389 famílies. La densitat de població era de 883,6 habitants per km².
Dels 553 habitatges en un 33,6% hi vivien nens de menys de 18 anys, en un 61,3% hi vivien parelles casades, en un 4,7% dones solteres, i en un 29,5% no eren unitats familiars. En el 24,6% dels habitatges hi vivien persones soles el 10,1% de les quals corresponia a persones de 65 anys o més que vivien soles. El nombre mitjà de persones vivint en cada habitatge era de 2,52 i el nombre mitjà de persones que vivien en cada família era de 3,03.
Per edats la població es repartia de la següent manera: un 26,6% tenia menys de 18 anys, un 7,7% entre 18 i 24, un 29,7% entre 25 i 44, un 22,8% de 45 a 60 i un 13,1% 65 anys o més.
L'edat mediana era de 38 anys. Per cada 100 dones de 18 o més anys hi havia 98,8 homes.
La renda mediana per habitatge era de 38.242 $ i la renda mediana per família de 45.521 $. Els homes tenien una renda mediana de 31.319 $ mentre que les dones 19.875 $. La renda per capita de la població era de 17.024 $. Aproximadament el 5,2% de les famílies i el 7,1% de la població estaven per davall del llindar de pobresa.

## Poblacions més properes
El següent diagrama mostra les poblacions més properes.